# Liste von Burgen, Schlössern und Festungen im Département Nièvre
Die Liste von Burgen, Schlössern und Festungen im Département Nièvre listet bestehende und abgegangene Anlagen im Département Nièvre auf. Das Département zählt zur Region Bourgogne-Franche-Comté in Frankreich.

Wappen des Départements Nièvre (58)
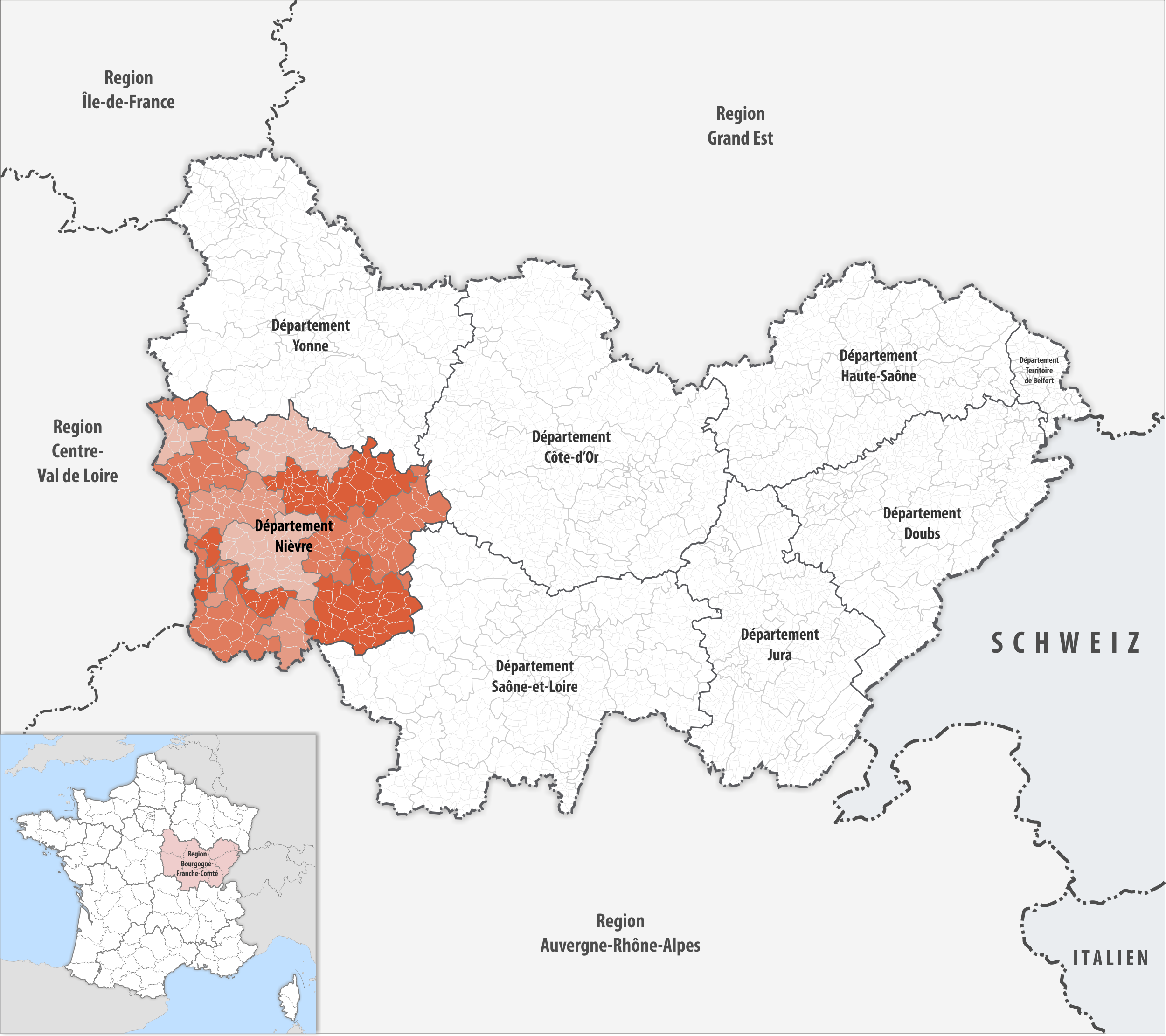
Lage des Départements Nièvre in der Region Bourgogne-Franche-Comté
Lage der Region Bourgogne-Franche-Comté in Frankreich

## Liste
Bestand am 18. Dezember 2022: 59
| Name deu / fra                                                       | Gemeinde / Lage                  | Typ (Untertyp)     | Bemerkungen                          | Bild |
| -------------------------------------------------------------------- | -------------------------------- | ------------------ | ------------------------------------ | ---- |
| Schloss Abon Château d'Abon                                          | Maux 47,038631° N, 3,745085° O   | Schloss            | Bau aus dem 19. Jahrhundert          |      |
| Schloss Arthel Château d'Arthel (Château d'Apremont)                 | Arthel 47,243006° N, 3,407253° O | Schloss            |                                      |      |
| Schloss Auzon Château d'Auzon                                        | Lucenay-lès-Aix                  | Schloss            |                                      |      |
| Schloss Bazoches Château de Bazoches                                 | Bazoches 47,380833° N, 3,795° O  | Schloss            | War im Besitz des Marquis de Vauban. |      |
| Schloss La Belouse Château de la Belouse                             | Poiseux                          | Schloss            |                                      |      |
| Schloss Les Bordes Château des Bordes                                | Urzy                             | Schloss            |                                      |      |
| Schloss Bouteloin Château de Bouteloin                               | Saint-Léger-de-Fougeret          | Schloss            |                                      |      |
| Schloss Brinon-sur-Beuvron Château de Brinon-sur-Beuvron             | Brinon-sur-Beuvron               | Schloss            |                                      |      |
| Burg La Bussière Château de la Bussière                              | Sémelay                          | Burg               |                                      |      |
| Burg Chandioux Château de Chandioux (Champioux)                      | Maux                             | Burg               | Ruine                                |      |
| Schloss La Chasseigne Château de la Chasseigne                       | Saint-Parize-le-Châtel           | Schloss            |                                      |      |
| Burg Château-Chinon Château de Château-Chinon                        | Château-Chinon                   | Burg               | Ruine                                |      |
| Schloss Châtillon-en-Bazois Château de Châtillon-en-Bazois           | Châtillon-en-Bazois              | Schloss            |                                      |      |
| Burg Chevenon Château de Chevenon                                    | Chevenon                         | Burg               |                                      |      |
| Schloss Clinzeau Château de Clinzeau                                 | Saint-Léger-de-Fougeret          | Schloss            |                                      |      |
| Schloss Concley Château de Concley                                   | Poil                             | Schloss            |                                      |      |
| Schloss Corbelin Château de Corbelin                                 | La Chapelle-Saint-André          | Schloss            |                                      |      |
| Schloss Coulon Château de Coulon                                     | Mouron-sur-Yonne                 | Schloss            |                                      |      |
| Schloss Dumphlun Château de Dumphlun                                 | Billy-Chevannes                  | Schloss            |                                      |      |
| Schloss Ettevaux Château d'Ettevaux                                  | Poil                             | Schloss            |                                      |      |
| Schloss Glux Château de Glux                                         | Glux-en-Glenne                   | Schloss            |                                      |      |
| Schloss Goujon Château de Goujon                                     | Cossaye                          | Schloss            |                                      |      |
| Schloss Les Granges Château des Granges                              | Suilly-la-Tour                   | Schloss            |                                      |      |
| Burg Lange Château de Lange                                          | Saint-Parize-le-Châtel           | Burg (Festes Haus) |                                      |      |
| Burg Lantilly Château de Lantilly                                    | Cervon                           | Burg               |                                      |      |
| Burg Mailly-le-Château Château de Mailly-le-Château                  | Mailly-le-Château                | Burg               |                                      |      |
| Burg Le Marais Château du Marais                                     | Gimouille                        | Burg               |                                      |      |
| Schloss Marcilly Château de Marcilly                                 | Cervon                           | Schloss            |                                      |      |
| Schloss Marigny Château de Marigny                                   | Sauvigny-les-Bois                | Schloss            |                                      |      |
| Schloss Le Martray Château du Martray                                | Sémelay                          | Schloss            |                                      |      |
| Schloss Menou Château de Menou                                       | Menou                            | Schloss            |                                      |      |
| Schloss Mocques Château de Mocques                                   | Saint-Martin-sur-Nohain          | Schloss            |                                      |      |
| Burg Le Mont Touleur Forteresse du mont Touleur                      | Larochemillay                    | Burg               | Ruine                                |      |
| Festes Haus Montantaume Maison forte de Montantaume                  | Poil                             | Burg (Festes Haus) |                                      |      |
| Burg La Motte Château de la Motte                                    | Arthel                           | Burg               |                                      |      |
| Burg La Motte-Josserand Château de La Motte-Josserand                | Perroy                           | Burg               |                                      |      |
| Burg Moulins-Engilbert Château de Moulins-Engilbert                  | Moulins-Engilbert                | Burg               | Ruine                                |      |
| Schloss Le Mousseau Château du Mousseau                              | Poil                             | Schloss            |                                      |      |
| Herzogspalast von Nevers Palais ducal de Nevers                      | Nevers                           | Schloss (Palais)   |                                      |      |
| Schloss Le Nozet Château du Nozet                                    | Pouilly-sur-Loire                | Schloss            | Weingut                              |      |
| Burg Passy-les-Tours Château de Passy-les-Tours                      | Varennes-lès-Narcy               | Burg               | Ruine                                |      |
| Schloss Pierrefitte Château de Pierrefitte                           | Poil                             | Schloss            |                                      |      |
| Schloss Le Plessis Château du Plessis                                | Sémelay                          | Schloss            |                                      |      |
| Burg Poiseux Château de Poiseux                                      | Poiseux                          | Burg               | Ruine                                |      |
| Schloss Rivière Château de Rivière                                   | Larochemillay                    | Schloss            |                                      |      |
| Schloss La Roche Château de La Roche                                 | Larochemillay                    | Schloss            |                                      |      |
| Schloss Saint-Amand-en-Puisaye Château de Saint-Amand-en-Puisaye     | Saint-Amand-en-Puisaye           | Schloss            | Heute ein Keramikmuseum              |      |
| Schloss Saint-Léger-de-Fourgeret Château de Saint-Léger-de-Fourgeret | Saint-Léger-de-Fougeret          | Schloss            |                                      |      |
| Burg Saint-Vérain Château de Saint-Vérain                            | Saint-Vérain                     | Burg               | Ruine                                |      |
| Schloss Sauvages Château de Sauvages                                 | Beaumont-la-Ferrière             | Schloss            |                                      |      |
| Schloss Tâches Château de Tâches                                     | Saint-Parize-le-Châtel           | Schloss            |                                      |      |
| Schloss Thil Château de Thil                                         | Poil                             | Schloss            |                                      |      |
| Schloss Tracy Château de Tracy                                       | Tracy-sur-Loire                  | Schloss (Weingut)  |                                      |      |
| Burg Vandenesse Château de Vandenesse                                | Vandenesse                       | Burg (Festes Haus) |                                      |      |
| Schloss Vauban Château de Vauban                                     | Bazoches                         | Schloss            |                                      |      |
| Burg und Schloss Villars Château de Villars                          | Saint-Parize-le-Châtel           | Burg und Schloss   |                                      |      |
| Schloss Villemenant Château de Villemenant                           | Guérigny                         | Schloss            |                                      |      |
| Schloss Villemolin Château de Villemolin                             | Anthien                          | Schloss            |                                      |      |
| Schloss Villette Château de Villette                                 | Poil                             | Schloss            |                                      |      |